# Grad Bokalce
Grad Bokalce stoji na vzpetini ob ljubljanski zahodni obvoznici blizu potoka Gradaščica, na naslovu Pot na Bokalce 32.

## Zgodovina
Na njegovem mestu naj bi že v 12. stoletju stala utrdba, katere lastnica bi bila plemiška rodbina Egkh. Od leta 1580 do prve polovice 17. stoletja so bili lastniki Diennersbergi. Leta 1657 je Ditrih pl. Dienersberg grad prodal ljubljanskemu poštnemu mojstru Matiji Stroblu. Ta ga prezidal in poimenoval Stroblhof. Kot lastniki so sledili: 1675 Wolf Sigmund baron Stroblhof, 1706 hči Eva Frančiška, ta pa je posest prenesla na moža Wolfa Herberta grofa Lamberga.
Grof Janez Nepomuk Lamberg je en del gospostva leta 1809 prodal Sigmundu Pagliaruzziju, drugi del, ki je obsegal grajsko poslopje, pa leta 1817 Jožefu Seunigu. Po njem je nasledil leta 1834 sin Jožef Kalasanc, preko dedovanja pa do konca stoletja grad poseduje Evgen baron Müller pl Dietenhod. Leta 1899 je bilo posestvo ponovno združeno. 
Deželna vlada je leta 1919 proglasila nad gospostvom sekvestracijo, ki je bila preklicana leta 1924. Leta 1938 ga je odkupila Vincencijeva družba.
Leta 1942 je bil del poslopja uničen v požaru. 
Po letu 1945 je bil grad nacionaliziran, v tretje tisočletje pa je vstopil kot stanovanjski grad, ki ga je močno načel zob časa. V gradu je dolgo časa stal Narcisov vodnjak, ki se danes nahaja na dvorišču ljubljanskega Magistrata.

## Arhitektura
Prvotna zgradba je bila nadstropna, pravokotna, renesančna, imela je bogato oblikovan vhod, profilirane okenske okvire, sedlasto streho na čop ter stolpičemv osi fasade. V okolici so bila tri gospodarska poslopja in stolpič. V bližini je bil mlin na Gradaščici. Sobe naj bi bile okrašene s slikarijami slikarja Almanacha in drugih, ena soba je imela tudi štukaturo. V dvorcu je bila tudi kapela. Pred dvorcem je bil ribnik, konjušnica in kašča. Tako je opisal stavbo Valvasor (o.c. ibid).
V naslednjih letih, predvsem pa v 18. stoletju preurejen dvorec pa je precej spremenjen. Stavba je dobila dodatno nadstropje, stolpič z uro je bil zamenjan s trikotno atiko tudi z uro. Fasada je poudarjena z gredo nad pritličjem ter pilastsko členitev. Kletna okna so kvadratna in zamrežena, v nadstropjih pa pravokotna s polkrožnimi in trikotnimi čeli. Na zadnji strani je pravokotno prizidan enonadstropni trakt s stolpom na vogalu.
Skozi kamnit vhodni portal se pride v obokano vežo, iz te pa v obokane stranske prostore pritličja. Na kocu je triramno zrcalno stopnišče naslonjeno na marmorne stebre in vodi v gosposko nadstropje. V gosposkem nadstropju so bile pred prezidavo Dolga soba, Odmevna soba in druge sobe s štukaturami in freskami. O teh mojstrovinah je pisala Barbara Jaki Mozetič v monografiji Vtis obila.
O nekdanji opremi gradu ni znano skoraj nič. V Narodni galeriji je shranjena slika Almanachove gostije, kip Narcisa, delo Francesca Robbe pa je v mestni hiši.